# Bocas (álbum)
Bocas es el duodécimo disco (y decimoséptimo lanzamiento) del grupo español La Polla Records. Es el primer disco grabado sin la presencia de Txarly, quien dejó el grupo en enero de 2000 por un accidente que le afectó en la audición, siendo reemplazado por Jokin (exguitarrista de MCD). A su vez, este lanzamiento se considera el "menos agresivo" en la carrera de la banda. Otro detalle es que esta es la última grabación con Fernandito, que falleció en septiembre de 2002.
También, la edición digi-pack tiene una pista adicional, que es un demo de 1981 de la canción "Banco Vaticano", pero en una versión diferente a la que aparece en la maqueta de dicho año.
Hay dos canciones en idiomas que no son el español. Una está en gallego, "E que pasou?". Otra está en euskera, "Oi-Oi!!!".

## Canciones
1. "Mal ajo" - 2:47
2. "Tan harto" - 2:47
3. "Aprieta el culo" - 2:30
4. "Gaseosa la clashera" - 2:50
5. "La humillación" - 1:56
6. "No quiero ser un rolling stone" - 2:32
7. "Fucking USA" - 2:50
8. "Oi-oi!!" - 3:01
9. "Batallitas del abuelo" - 2:55
10. "Noche incierta" - 3:27
11. "E que pasou?" - 2:15
12. "Hoy haré la revolución" - 3:33
13. "Clo(w)n" - 2:43
14. "Punk" - 2:41
15. "Alegría navarra" - 2:42
16. "Sardina" - 1:02
17. "Banco Vaticano" (bonus track) - 4:01

## Personal
- Evaristo: Voz.
- Jokin: Guitarra solista, coros.
- Sume: Guitarra rítmica, coros.
- Abel: Bajo.
- Fernandito: Batería.

### Otros
- Daniel Molero: Diseño de la Portada.
- Jonan Ordorika y Ángel Katarain: Técnicos de Grabación.

- Datos: Q5730979